# Ramsden (Mondkrater)
Ramsden ist ein Einschlagkrater im Westen der Mondvorderseite in der Ebene des Palus Epidemiarum, westlich des Kraters Capuanus.
Der Krater ist mäßig erodiert, sein Inneres flach und lavageflutet.
Quer durch den Krater und weit über die Ebene und deren Ränder hinaus zieht sich das ausgedehnte Mondrillensystem der Rimae Ramsden.
| Buchstabe | Position           | Durchmesser | Link |
| --------- | ------------------ | ----------- | ---- |
| A         | 33,5° S, 31,51° W  | 5 km        |      |
| G         | 35,36° S, 31,75° W | 11 km       |      |
| H         | 35,72° S, 32,53° W | 11 km       |      |

Der Krater wurde 1935 von der IAU nach englischen Optiker Jesse Ramsden offiziell benannt.